# كلارنس بي. ميلر
كلارنس بي. ميلر (بالإنجليزية: Clarence B. Miller)‏ هو محامي وسياسي أمريكي، ولد في 13 مارس 1872، وتوفي في 10 يناير 1922 في الولايات المتحدة. حزبياً، نشط في الحزب الجمهوري. انتخب عضو مجلس نواب مينيسوتا وانتخب عضو مجلس النواب الأمريكي.